# Troyano de acceso remoto
Un troyano de acceso remoto (RAT, por sus siglas en inglés, literalmente «rata»; a veces también llamado Creepware) es un tipo de malware que controla un sistema a través de una conexión de red remota. Hay muchos usos lícitos para el acceso y administración remota de computadoras. la denominación RAT se refiere al uso malicioso de esos accesos. Un RAT es típicamente instalado sin el conocimiento de la víctima, a menudo transportado a través de un troyano, e intentará esconder su operación de la víctima y del  software de seguridad que tenga instalado, tal como los antivirus.
Una vez que un RAT ha tomado control de una computadora, puede ejecutar virtualmente cualquier tipo de actividad maliciosa, incluyendo espiar a los usuarios de la computadora y ataques o actividades ilícitas contra otros usuarios y equipos. 
Son muchos los troyanos de acceso remoto actualmente activos. Entre los más detectados están SubSeven, Back Orifice, ProRat, Turkojan y Poison-Ivy. Otros menos conocidos son CyberGate, DarkComet, Optix y VorteX Rat. La lista de troyanos de acceso remoto crece regularmente.